# 芦北町立白木小学校
芦北町立白木小学校（あしきたちょうりつ しらきしょうがっこう）は、熊本県葦北郡芦北町にあった公立小学校。

## 沿革
- 1874年（明治7年） - 佐敷小学校白木分教場設置。
- 1882年（明治15年） - 公立白木小学校となる。
- 1887年（明治20年）- 白木尋常小学校と改称。
- 1925年（大正14年） - 白石分教場設置。
- 1941年（昭和16年） - 白木国民学校と改称。
- 1947年（昭和22年） - 佐敷町立白木小学校と改称。
- 1955年（昭和30年） - 葦北町立白木小学校と改称。白石分校廃止。
- 1970年（昭和45年） - 芦北町立白木小学校と改称
- 2006年（平成18年）3月 - 芦北町立大野小学校へ統合